# Emgrand EC7
L’Emgrand EC7 (chinois : 帝豪EC7 ; pinyin : Dìháo EC7) est une automobile du constructeur automobile chinois Geely, vendue sous sa marque Emgrand, qui se divise en 2 modèles : une berline 2 (EC7-RV) et 3 volumes. Fin mai 2021, le modèle successeur, la Geely Emgrand, a été présenté, abandonnant l'ajout d'un nom alphanumérique.
Les deux modèles sont équipés de moteurs 4 cylindres essence.